# Nascar Racers
Nascar Racers è una serie animata statunitense-canadese prodotta dalla Saban Entertainment. La serie è stata trasmessa negli Stati Uniti dal 20 novembre 1999 al 24 marzo 2001 su Fox Kids. In Italia è stata trasmessa in prima TV su Jetix dal 1º maggio al 30 luglio 2005 e in chiaro su K2 dal 15 giugno 2009.
La proprietà della serie è passata alla Disney nel 2001, quando la Disney ha acquisito Fox Kids Worldwide, che include anche Saban Entertainment.
L'animazione del cartone è un ibrido, i personaggi sono disegnati nel classico stile 2D mentre i veicoli e i tracciati sono in 3D.

## Episodi

### Prima stagione
| nº | Titolo italiano | Titolo inglese       | Prima TV USA     | Prima TV Italia |
| -- | --------------- | -------------------- | ---------------- | --------------- |
| 1  |                 | The Real Thing       | 20 novembre 1999 | 1º maggio 2005  |
| 2  |                 | The Stakes           | 20 novembre 1999 | 7 maggio 2005   |
| 3  |                 | Heroes               | 20 novembre 1999 | 8 maggio 2005   |
| 4  |                 | Duck Out of the Way  | 5 febbraio 2000  | 14 maggio 2005  |
| 5  |                 | Co-Pilot             | 12 febbraio 2000 | 15 maggio 2005  |
| 6  |                 | The Mission          | 19 febbraio 2000 | 21 maggio 2005  |
| 7  |                 | Always               | 26 febbraio 2000 | 22 maggio 2005  |
| 8  |                 | Boy vs. Machine      | 4 marzo 2000     | 28 maggio 2005  |
| 9  |                 | Pulp Faction         | 1º aprile 2000   | 29 maggio 2005  |
| 10 |                 | Daredevil            | 22 aprile 2000   | 4 giugno 2005   |
| 11 |                 | Flag Bearer          | 29 aprile 2000   | 5 giugno 2005   |
| 12 |                 | Every Man for Itself | 6 maggio 2000    | 11 giugno 2005  |
| 13 |                 | All or Nothing       | 13 maggio 2000   | 12 giugno 2005  |

### Seconda stagione
| nº | Titolo italiano | Titolo inglese | Prima TV USA     | Prima TV Italia |
| -- | --------------- | -------------- | ---------------- | --------------- |
| 14 |                 | Second Chance  | 28 ottobre 2000  | 18 giugno 2005  |
| 15 |                 | Toxic          | 4 novembre 2000  | 19 giugno 2005  |
| 16 |                 | Payday         | 11 novembre 2000 | 25 giugno 2005  |
| 17 |                 | Red Flag       | 18 novembre 2000 | 26 giugno 2005  |
| 18 |                 | Chain Reaction | 2 dicembre 2000  | 2 luglio 2005   |
| 19 |                 | Rumble         | 9 dicembre 2000  | 3 luglio 2005   |
| 20 |                 | Crash Course   | 3 febbraio 2001  | 9 luglio 2005   |
| 21 |                 | El Dorado      | 10 febbraio 2001 | 10 luglio 2005  |
| 22 |                 | The Wild Blue  | 17 febbraio 2001 | 16 luglio 2005  |
| 23 |                 | Runaway        | 3 marzo 2001     | 17 luglio 2005  |
| 24 |                 | Duck Unlimited | 10 marzo 2001    | 23 luglio 2005  |
| 25 |                 | Hostage        | 17 marzo 2001    | 24 luglio 2005  |
| 26 |                 | Last Chance    | 24 marzo 2001    | 30 luglio 2005  |

## Altri media

### Videogioco
Un videogioco simulatore di guida omonimo della serie, venne sviluppato da Software Creations (versione per PC) e Digital Eclipse (versione per GBC) e pubblicato da Hasbro per PC e Game Boy Color negli ultimi mesi del 2000 esclusivamente in Nord America. Era prevista anche una versione per PlayStation, ma quest'ultima venne infine cancellata.

### Libri
Dalla serie è stata tratta anche una serie di libri scritta da Gene Hult sotto lo pseudonimo di J. E. Bright. Edita da HarperEntertainment, uscirono cinque volumi, pubblicati tra il 3 maggio e il 7 novembre 2000.
Sono inediti in Italia.